# Neofró
Neofró o Neofó (en llatí Neophron o Neophon, en grec antic Νεόφρων, Νεοφῶν fou un escriptor tràgic grec. Suides l'anomena de les dues maneres i Diògenes Laerci només com Neophron i diu que era nadiu de Sició, d'una època desconeguda, però que s'ha pogut fixar al segle V aC.
En uns escolis a la Medea d'Eurípides hi consten alguns fragments i també Estobeu en reprodueix unes quinze línies.
Suides diu que va escriure 120 tragèdies, que se li va atribuir la Medea d'Eurípides i que va ser el primer que va introduir a l'escenari el Παιδαγωγός (preceptor d'un nen) i els interrogatoris dels esclaus mitjançant la tortura. Tanmateix assegura que estava implicat amb la caiguda de Cal·lístenes d'Olint i fou executat per ordre d'Alexandre el Gran, però, per altres indicacions que dona, això seria cronològicament impossible, ja que el situa al temps d'Eurípides que havia viscut molt abans d'Alexandre, i probablement Suides el confon amb Nearc d'Elea, l'escriptor tràgic que fou amic de Cal·lístenes i va ser executat per Alexandre. Per tant, sembla que l'època d'Eurípides, segurament una mica abans, al segle V aC, és la datació correcta, i que Eurípides hauria pogut agafar alguns personatges de Neofró per les seves trames, però no el seu estil. També parla d'ell Diògenes Laerci.